# Inuit Circumpolar Council
 For alternative betydninger, se ICC.
Inuit Circumpolar Council (ICC) blev stiftet i 1980 i Nuuk, Grønland, og er en international ikke-statslig organisation, en NGO, som repræsenterer ca. 160.000 inuitter fra de arktiske områder i Grønland, Canada, Alaska (USA) og Tjukotka (Rusland). ICC skiftede navn fra Conference til Council i 2002.
ICC's målsætning er gennem udarbejdelsen af en 'Inuit Arctic Policy', at styrke enheden mellem de arktiske inuitter, at kæmpe for inuitternes rettigheder og interesser i nationale, regionale og internationale sammenhænge, at styrke inuitkultur, at opnå fuld aktiv deltagelse i den politiske, økonomiske og sociale udvikling i de respektive hjemlande, at udvikle og kæmpe for politiske initiativer til beskyttelse af det arktiske miljø samt at kæmpe for anerkendelsen af rettigheder for alle oprindelige folk. Dette gøres blandt andet via deltagelse i Arktisk Råd, hvor ICC har status som permanet deltager (Permanent Participant), dvs. de har konsultationsret men ikke stemmeret. Endvidere har ICC konsultativ status i ECOSOC, ligesom organisationen sammen med Samerådet udgør den arktiske region i FN's Permanente Forum for Oprindelige Folks Anliggender (UNPFII)
I Grønland har ICC kontor i hovedstaden, Nuuk. Den nuværende præsident for ICC Grønland er Hjalmar Dahl (2014-18). Den nuværende formand for ICC International er Ookalik Eegeesiak, Canada (2014-18).
Inuit Circumpolar Council modtog i 1988 FN's Miljøprograms (UNEP) miljøpris 'Global 500 Award' og i 1996 Nordisk Råds Natur- og Miljøpris.

## Tekst til overskrift
Referencer 